# Ben Badis (Sidi Bel Abbès)
Pour les articles homonymes, voir Ben Badis.
Ben Badis, anciennement Descartes durant la période française, est une commune, siège de daïra, de la wilaya de Sidi Bel Abbès en Algérie.

## Géographie

### Situation
Ben Badis est située à mi-chemin au Sud-Est du chef-lieu de Wilaya Sidi Bel Abbès et de Tlemcen sur la RN 7.
| Aïn Nehala (Wilaya de Tlemcen)  | Aïn Nehala (Wilaya de Tlemcen)  | Hassi Zahana                             |
| Aïn Tallout (Wilaya de Tlemcen) | Ben Badis                       | Badredine El Mokrani; Chettouane Belaila |
| Aïn Tallout (Wilaya de Tlemcen) | Aïn Tallout (Wilaya de Tlemcen) | Moulay Slissen                           |

## Histoire

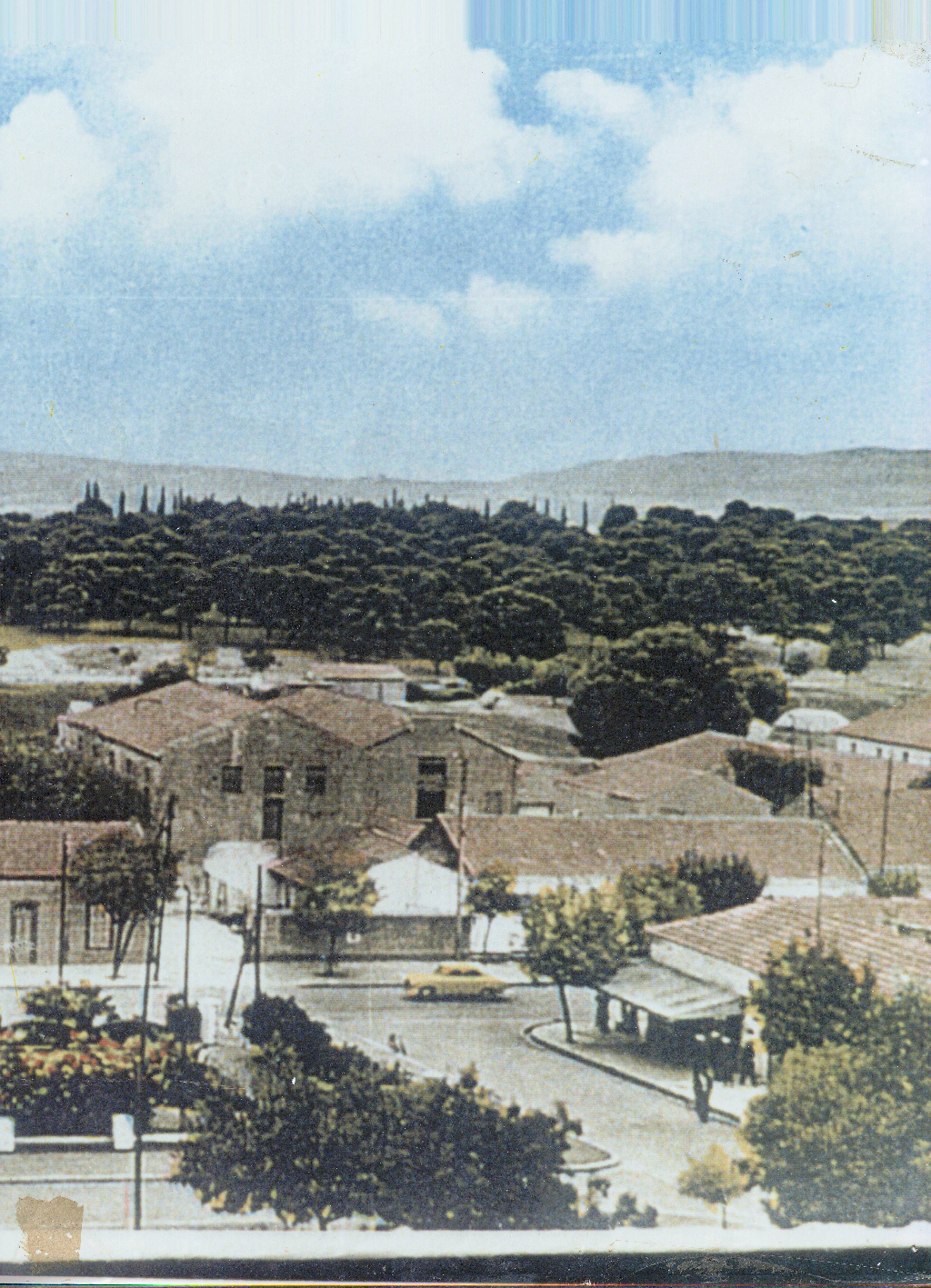
Ben Badis dans les années 1940.

Pendant la présence française en Algérie en 1830 et jusqu'à 1962, l'agglomération portait le nom de Descartes, commune de plein exercice en 1900.

## Économie
La région de Ben Badis est à vocation agricole.

## Culture et patrimoine
En 2013, sous la pression démographique et urbanistique, l'ancien cimetière français est deplacé – par arrêté gouvernemental de 2011 pris en accord avec le gouvernement français lors du plan de coopération de 2003 (ordonnant la réduction des ossements, leur rassemblement après identification et leur transfert à l'ossuaire de Sidi Bel Abbès) – afin de créer des espaces verts publics au cœur de la ville dont la population a été multipliée par vingt-cinq depuis 1962.